# Half-Life 2: Episode Two
Half-Life 2: Episode Two — друге доповнення до відеогри Half-Life 2, розроблене і видане компанією Valve в 2007 році, і до 2020 року остання випущена гра в серії Half-Life.
Episode Two має більше відкритих просторів і менш лінійний ігровий процес, ніж у минулих іграх серії Half-Life. Сюжет поділений на 7 глав, розрахованих приблизно на 8 годин проходження.
Дія гри розгортається відразу після фіналу Episode One, в лісовій місцевості поблизу знищеного Сіті 17. За сюжетом Гордон Фрімен і Алікс Венс повинні дістатися до бази Опору і передати повстанцям захоплені в першому епізоді секретні дані Комбінату аби не допустити його повторного вторгнення.

## Ігровий процес
Як і раніше, гравець керує ученим Гордоном Фріменом, який бореться з ворогами стрілецькою зброєю і вирішує фізичні головоломи. Від попередніх частин Episode Two відрізняють великі відкриті простори, якими місцями доводяться подорожувати на автомобілі. У цьому епізоді немає такого зосередження на кооперативній грі, як у першому: хоча сюжетно гравець проходить всю гру разом зі своєю внутрішньоігровою напарницею Алікс Венс, у багатьох ігрових подіях вона з тих чи інших причин не бере участі. Крім Алікс, Гордону інколи належить битися пліч-о-пліч з дружніми вортигонтами.
Ліхтарик тепер працює незалежно від батареї HEV-костюма і індикатор його заряду було винесено в окреме місце інтерфейсу. Розробники розширили сферу використання граві-гармати: було додано нові об'єкти, які можна запускати нею у ворога, а у фіналі застосовуються спеціальні пристрої, що доставляються до цілі саме граві-гарматою. Граві-гармата більше не має зарядженого режиму, оскільки події відбуваються поза Цитаделлю, знищеною в Episode One.
Замість багі, необхідного в деяких рівнях Half-Life 2, в Episode Two наявний новий вид транспорту — двомісний позашляховик, який не має озброєння, але впродовж сюжету отримує радар. Цей радар показує сховані припаси, а у фіналі також ворогів. Тоді ж скафандр Гордона модифікується і отримує постійний вказівник на автомобіль.

## Сюжет
Після вибуху Цитаделі поїзд, на якому їхали Гордон Фрімен і Алікс Венс, було зачеплено вибуховою хвилею. Гордон вибирається з вагона і знаходить Алікс, а потім і Граві-гармату, якою розчищає шлях. З узвишшя герої бачать зруйноване Сіті 17, над яким формується величезний портал. Алікс повинна доставити в базу «Білий Гай» дані, добуті в Цитаделі, що містять секретні плани керівництва Комбінату, а також код частоти порталу. Цей портал повинен привести на Землю війська Комбінату, але знаючи частоти порталу, у повстанців є можливість закрити його за допомогою супутника.

### Глави
Глава 1: У «Білий Гай» (англ. To the White Forest)
Фрімен отямлюється у вагоні, що лежить на напівзруйнованому мосту. Вагон падає, а Алікс, яка вже була внизу, використовуючи граві-гармату, допомагає Гордону вибратися з уламків. Вийшовши на відкритий простір, вони бачать утворення величезного порталу над руїнами Сіті 17. Від нього несподівано поширюється портальна хвиля, яка обрушує міст і руйнує захаращений вхід до шахти поблизу. Пройшовши тунелями, Алікс з Гордоном опиняються на поверхні та знаходять будинок з радіо. Повстанці, Ілай Венс, Айзек Кляйнер, і доктор Арнольд Магнуссон, дізнаються від Алікс, що у неї є дані, вкрадені з Цитаделі. Доктор Магнуссон готує запуск ракети з супутником, що резонансом закриє портал, а Гордону з Алікс наказує якнайшвидше дістатися на базу в Білому Гаю.
Герої вирушають туди через ліс. Біля покинутої вугледобувної шахти «Імені 50-річчя Перемоги» на героїв нападає досі невідомий синтет Комбінату, який важко ранить Алікс, пронизавши шипами. Її забирають вортигонти, що поселилися в шахті. Гордон слідує за ними, але через обрушення ліфта Фрімен дістається до місця призначення обхідним шляхом. Дорогою він потрапляє в гніздо мурашиних левів.
Глава 2: Вортальне кільце (англ. This vortal coil)
Фрімен дістається до вортигонтів, де також зустрічає двох повстанців — Гріггса і Шеклі. В цей час нападають мурашині леви, від яких Фрімен, Гріггс і Шеклі обороняються, поки не надійдуть основні сили вортигонтів. Для порятунку Алікс потрібен особливий «личинковий екстракт», за яким Гордон повертається в гніздо мурашиних левів разом з вортигонтом. Дорогою Фрімен стикається зі стражем гнізда мурашиних левів, якого він не повинен вбивати, оскільки, за словами вортигонта, тоді лікувальна сила екстракту пропаде.
Добувши екстракт, він доставляє його вортигонтам, які сцілюють Алікс і запрошують Гордона приєднатися. В цей час Гордону з'являється G-Man, який наказує йому будь-що доставити Алікс у «Білий Гай». G-Man шепче непритомній Алікс «бути готовою до непередбачуваних наслідків», після чого зникає. Гордон з Алікс вирушає до білого Гаю, а вортигонти йдуть полювати на Радників Комбінату, які після втечі з Цитаделі сховалися в околицях.
Глава 3: Отець Фрімен (англ. Freeman pontifex)
Вибравшись з шахт, герої помічають велику армію Комбінату, яка рухається в бік Білого Гаю. Вортигонт повідомляє, що в таборі повстанців неподалік є автомобіль, за допомогою якого можна випередити сили ворога. На підході до табору з шахт вискакують двоє стражів мурашиних левів, з якими доводить бортись. Піднявшись до табору, герої виявляють, що базу атакували краб-снарядами, що перетворило повстанців і багатьох солдатів Комбінату на зомбі. Алікс зі снайперською гвинтівкою залишаються прикривати Гордона, тоді як вортигонт підзаряджати її. Сам Гордон вирушає забрати автомобіль на міст з іншого боку табору. Коли він опиняється на місці, чергова портальна хвиля пошкоджує міст і Гордону доводиться проявити кмітливість аби взяти авто. Врешті Гордон з Алікс прощаються з вортигонтом та продовжують свою подорож на автомобілі.
Глава 4: Осідлавши дробовик (англ. Riding shotgun)
Герої об'їжджають зруйновану дорогу і виїжджають до станції зв'язку. Там вони намагаються зв'язатися з Білим Гаєм, відбившись від нападу загону Мисливців Комбінату. Однак через слабкість сигналу доктор Магнуссон не розчув попередження Алікс про наступ армії Комбінату.
Продовживши шлях, герої натикаються на Радника Комбінату біля невеликого селища. Вони пробираються до його кокона всередині однієї з будівель і знеструмлюють систему життєзабезпечення. Проте Радник виривається і знерухомлює Фрімена та Алікс телекінезом. Їх рятує вибух системи життєзабезпечення, який ранить Радника і той відлітає, викликавши підкріплення. Коли герої продовжують свій шлях, їх переслідує бойовий вертоліт Комбінату. Алікс і Гордон добираються до однієї з баз Опору, але двигун автомобіля виходить з ладу. Вертоліт закидує Фрімена мінами, але той з допомогою граві-гармати обертає це проти вертольота та знищує його.
Глава 5: На радарі (англ. Under the radar)
Повстанці беруться ремонтувати авто, а Гордон вирушає далі, щоб знищити аванпост військ Комбінату попереду. Він знищує зомбі та вогневу точку і повертається. Доти авто вже полагоджене і на нього встановлений радар, який показує сховки з боєприпасами і аптечками. Герої продовжують шлях, борючись з противниками, яких долають завдяки виявленим сховкам. Біля покинутого готелю війська Комбінату влаштовують засідку, але герої долають її і врешті добираються до Білого Гаю. На підступах до бази з'являється транспортник Комбінату, що несе страйдера, але його знищує робот Пес.
Глава 6: Наш спільний недруг (англ. Our mutual Fiend)
Героїв зустрічає Ілай Венс. Разом вони прямують в перший відсік ракетної шахти, де Айзек Кляйнер і доктор Магнуссон готують до запуску ракету з супутником, який повинен закрити портал над Сіті 17. Алікс передає Кляйнеру добуті в Цитаделі дані, та в цей момент лунає тривога, яку Магнуссон списує на ворон і надто чутливу сигналізацію. Вчений відправляє Фрімена розібратися з цією проблемою, однак справжньою причиною тривоги виявляються елітні сили Комбінату. Магнуссон наказує Фрімену закрити пускову шахту, що той і виконує, не давши проникнути на базу одному з Радників.
Гордон, Алікс, Ілай і Кляйнер переглядають відеопослання, записане Джудіт Моссман. Вона повідомляє про знахідку корабля «Борей», на борту якого імовірно перебуває технологія телепортації. Кляйнер пропонує застосувати технологію проти Комбінату, але Ілай рішуче відкидає цю пропозицію, побоюючись повторення інциденту в Чорній Мезі. Спочатку він вирішує сам летіти туди, щоб врятувати Джудіт і знищити «Борей», але Алікс переконує його, що вона і Гордон впораються краще. Раптово на порожньому екрані на мить з'являється G-Man, і Алікс мимовільно вимовляє слова, які їй нашіптував G-Man в шахті. Від цього Ілаю стає зле, коли Алікс виходить, щоб принести йому чаю, Ілай розповідає Гордону, що чув ці слова незадовго до катастрофи у Чорній Мезі, коли G-Man доставив зразок аномального матеріалу, через який почався каскадний резонанс, і саме G-Man тоді врятував маленьку Алікс із комплексу.
На «Білий Гай» насувається армія Комбінату, Магнуссон доручає Фрімену захистити базу від страйдерів, які своєю зброєю можуть зірвати запуск ракети. Для цього Магнуссон навчає Фрімена користуватися своїм винаходом — бомбою-липучкою, розробленою спеціально проти страйдерів, яку, однак, нічим доставляти до цілі, крім граві-гармати. Техніки повстанців модернізують автомобіль Гордона — тепер радар забезпечений детектором руху. Фрімен вирушає боротися з групами солдатів Комбінату, а Магнуссон доставляє йому свої бомби через встановлені повсюди телепорти. Однак, страйдери поступово знищують телепорти і підбираються все ближче, при цьому прибувають нові. Та врешті атаку відбито, і ніщо більше не перешкоджає запуску ракети.
Глава 7: T-Мінус Один (англ. T-minus one)
Магнуссон довіряє Фрімену організувати останні приготування і запустити ракету. Старт відбувається успішно, супутник виходить на орбіту та закриває портал над Сіті 17, за чим Гордон, Алікс і Ілай спостерігають з поверхні.
Алікс, яка доти встигла полагодити і заправити вертоліт, збирається вилетіти з Гордоном на пошуки «Борея». Пес, щось відчуваючи, біжить вперед, але ніхто не надає цьому значення. Ілай вирушає до вертолітного ангара, щоб проводити героїв, та в цей момент туди вриваються двоє Радників Комбінату. Вони знерухомлюють усіх присутніх і руйнують ангар. Ілай намагається відбитися, та Радник пробиває йому голову, а інший збирається вбити Фрімена з Алікс. Їх рятує прибулий Пес, змусивши Радників відступити, але Ілай вже мертвий. Гордон залишається стояти біля Алікс, котра плаче над тілом батька.

## Розробка
Доповнення розроблялося одночасно з Episode One командою під керівництвом Девіда Спейрера. У цій грі вперше було Valve застосовано технологію кінематографічної фізики. Прикладом такої фізики є руйнування мосту на початку, який складався з 750 частин і тому реалістично розвалювався. Одним з головних графічних удосконалень рушія Source стало додавання меппінгу тіней для ліхтарика. Завдяки йому створювалися м'які динамічні тіні, роблячи сцену напруженішою і реалістичною, особливо в підземеллях. Зазнали змін і моделі персонажів. Так, модель Алікс отримала у своєму скелеті лопатки, щоб виглядати природніше, коли вона підіймає руки. Крім того, вдосконалилися рухи одягу, в Episode Two він реалістично зминається і обвисає.
Вся гра задумувалася з прицілом відійти від образів Сіті 17. Сцена зв'язку з Білим Гаєм на початку гри була додана на досить пізній стадії розробки через зауваження тестерів, що їм незрозуміло, куди чи навіщо рухаються герої. З самого початку роботи над грою було вирішено, що Алікс повинна опинитися в стані коми. На ранніх етапах це мало статися одразу ж коли Фрімен отямлювався в потязі. Згодом демонструвалося як дівчина падає з вагона, але тоді саме тривала робота над синтетами Мисливцями. Розробники бажали зробити їхню появу ефектною і для цього було ухвалено поєднати першу зустріч з Мисливцями і кому Алікс. Личинки мурашиних левів були придумані ще в ході роботи над Half-Life 2, як і весь життєвий цикл цих істот. Проте лише в Episode Two їм було надано світіння і цілющого вмісту. Їхнє знищення мало привертати увагу дорослих особин, одак це робило гру надто складною і ідею було відкинуто. Спочатку Гріггс і Шеклі були третьорядними персонажами, які пояснювали Гордону принцип управління кулеметами і гинули. В ході тестування з'ясувалося, що гравці розгублюються і Гріггса з Шеклі лишили живими. Крім роз'яснення і допомоги в боротьбі з мурашиними левами, вони служили для нагнітання атмосфери своїми діалогами, а між нападами демонстрували комічність. Пристрій Магнуссона виник зі зброї, яку було придумано для Half-Life 2 і назвали «мотузяною жабою». Вона підстрибувала в повітря і викидала мотузки, які прикріплялися до найближчих поверхонь. Паралельно існував проєкт «чорної діри», яка затягувала матерію всередину і стискала, після чого її можна було кинути у ворога. У Episode Two творці повернулися до «жаби», на початках думаючи, що з її допомогою можна буде стриножувати й перекидати страйдера. Битва зі страйдерами у «Білому Гаю» розроблялася найдовше з усіх частин цієї гри через свою нелінійність. Над нею трудилися кілька місяців, роблячи дієвими різні стратегії боротьби. Виявилося, що тестери покидають авто, щоб кинутися в бій, і не можуть потім знайти його. Щоб допомогти гравцям, було введено спеціальний вказівник на екран. Для фінальної биви використовувалася особлива система автоматичних збережень. Вона зберігала гру тільки коли Гордону не загрожувала безпосередня небезпека і рівень його здоров'я досить високий. Таким чином вдалося уникнути збережень у завідомо програшних ситуаціях і розраховувати на перемогу.
Одним з найважчих сюжетних рішень стало вбивство Ілая, втрата якого демонструвала б значущість цього персонажа для Опору і Алікс. Фінальну сцену гри вдалося зробити реалістичною завдяки грі акторів Мерлі Дендрідж і Роберта Гійома. Загалом гра поетапно виділяла і укрупнювала протистояння, що відбувалося на задньому плані.  Одним із завдань Episode Two був розвиток образу Радників, від пасивних істот, які не можуть самостійно переміщатися, до могутніх противників.
Саме в цій частині було пов'язано Half-Life з Portal через сцени з «Бореєм». Замість того, щоб штучно вводити Portal в лінійку Half-Life, розробники придумали давнє суперництво між Лабораторією досліджень порталів і «Чорною Мезою». Також відбувся перетин Half-Life 2 з першою Half-Life. Запуск ракети Магнуссона повторював запуск ракети в «Чорній Мезі».